# Rock ’n’ Roll Arizona Marathon
Der Rock ’n’ Roll Arizona Marathon (offizielle Bezeichnung P. F. Chang’s Rock ’n’ Roll Arizona Marathon nach dem Sponsor P. F. Chang’s China Bistro) ist ein Marathon, der seit 2004 in Arizona stattfindet. Die Strecke verbindet die zum Maricopa County gehörenden Städte Phoenix, Scottsdale und Tempe. Zum Programm gehören auch ein Halbmarathon und ein Abschlusskonzert mit einer renommierten Band.

## Strecke
Der Start der Marathon befindet sich auf der Washington Street im Zentrum von Phoenix und verläuft zunächst nördlich auf der 7th Avenue, dann östlich am Biltmore Fashion Park vorbei. Über die Indian School Road gelangt man ins Zentrum von Scottsdale, das man südlich über die Scottsdale Road verlässt. Auf dem McClintock Drive läuft man südwärts nach Tempe und überquert den Salt River knapp vier Kilometer vor dem Ziel, das sich am Sun Devil Stadium befindet.
Der Halbmarathon beginnt einen Block südlich des Marathonstarts auf der Jefferson Street und biegt nach drei Kilometern ostwärts vom Marathonkurs ab. Nach 17 km erreicht man den Papago Park. Danach überquert man den Salt River auf der Mill Avenue Bridge und erreicht das Ziel am Sun Devil Stadium.
Auf beiden Kursen sind jeweils 50 Höhenmeter bergauf und 35 bergab zu bewältigen.

## Geschichte
Von Beginn an war das Rennen der teilnehmerstärkste kombinierte Marathon/Halbmarathon weltweit. 2006 fand auf der zweiten Hälfte des Marathonkurses ein gesondertes Rennen statt, bei dem Haile Gebrselassie den Halbmarathon-Weltrekord um 21 Sekunden auf 58:55 min verbesserte.
Nach 2007 angestellten Berechnungen des Arizona Office of Tourism brachte die Veranstaltung 44 Millionen US-Dollar Einnahmen für die lokale Wirtschaft. 2008 wurde der Organisator Elite Racing von der Competitor Group übernommen.
2010 wurde das Rennen um einen 50-km-Ultramarathon ergänzt, für den Dean Karnazes als Namenspate fungierte. 2011 setzte Josh Cox, nachdem er als Sieger das Ziel erreicht hatte, das Rennen auf der Leichtathletikanlage der Arizona State University fort und verfehlte mit seiner 50-km-Zeit von 2:43:45 h die Weltbestzeit von Thompson Magawana (2:43:38, Zwischenzeit beim Two Oceans Marathon 1988) um gerade einmal sieben Sekunden.
Bislang traten als Headliner des Abschlusskonzerts auf:
- 2004: Goo Goo Dolls
- 2005: Jason Mraz
- 2006: Collective Soul
- 2007: Gin Blossoms
- 2008: Kool & The Gang
- 2009: Smash Mouth
- 2010: Everclear
- 2011: Vertical Horizon

## Statistik

### Streckenrekorde
Marathon
- Männer: 2:10:33 h, Haron Kiplimo Toroitich (KEN), 2004
- Frauen: 2:30:39 h, Misikir Mekonnin (ETH), 2010

Halbmarathon
- Männer: 1:00:24 h, Daniel Kemoi (USA), 2020
- Frauen: 1:09:13 h, Stephanie Bruce (USA), 2020

### Siegerlisten

#### Marathon
| Datum         | Männer                                           | Nation                                           | Zeit                                             | Frauen                                           | Nation                                           | Zeit                                             |
| ------------- | ------------------------------------------------ | ------------------------------------------------ | ------------------------------------------------ | ------------------------------------------------ | ------------------------------------------------ | ------------------------------------------------ |
| 19. Jan. 2025 | Fand in diesen Jahren nur als Halbmarathon statt | Fand in diesen Jahren nur als Halbmarathon statt | Fand in diesen Jahren nur als Halbmarathon statt | Fand in diesen Jahren nur als Halbmarathon statt | Fand in diesen Jahren nur als Halbmarathon statt | Fand in diesen Jahren nur als Halbmarathon statt |
| 14. Jan. 2024 | Fand in diesen Jahren nur als Halbmarathon statt | Fand in diesen Jahren nur als Halbmarathon statt | Fand in diesen Jahren nur als Halbmarathon statt | Fand in diesen Jahren nur als Halbmarathon statt | Fand in diesen Jahren nur als Halbmarathon statt | Fand in diesen Jahren nur als Halbmarathon statt |
| 15. Jan. 2023 | Zachary Garner -2-                               | Vereinigte Staaten                               | 2:29:34                                          | Ashley Paulson                                   | Vereinigte Staaten                               | 2:43:38                                          |
| 2022          | Zachary Garner                                   | Vereinigte Staaten                               | 2:28:48                                          | Kai Sharbono                                     | Vereinigte Staaten                               | 2:55:01                                          |
| 2020          | Brendan Sage                                     | Vereinigte Staaten                               | 2:20:58                                          | Tara Kaur                                        | Vereinigte Staaten                               | 2:42:15                                          |
| 2019          | Chris Mocko                                      | Vereinigte Staaten                               | 2:21:00                                          | Patricia Prevo                                   | Vereinigte Staaten                               | 2:46:21                                          |
| 2018          | Roosevelt Cook                                   | Vereinigte Staaten                               | 2:31:35                                          | Kate Landau                                      | Vereinigte Staaten                               | 2:42:02                                          |
| 15. Jan. 2017 | Thomas Puzey -2-                                 | Vereinigte Staaten                               | 2:19:57                                          | Bailey Drewes                                    | Vereinigte Staaten                               | 2:42:49                                          |
| 17. Jan. 2016 | Thomas Puzey                                     | Vereinigte Staaten                               | 2:25:22                                          | Tanaya Gallagher                                 | Vereinigte Staaten                               | 2:46:44                                          |
| 18. Jan. 2015 | Roosevelt Cook                                   | Vereinigte Staaten                               | 2:24:41                                          | Ziola Gomez                                      | Vereinigte Staaten                               | 2:45:59                                          |
| 19. Jan. 2014 | Solomon Kandie                                   | Kenia                                            | 2:21:00                                          | Amy Cole                                         | Vereinigte Staaten                               | 2:49:24                                          |
| 20. Jan. 2013 | Ryan Neely                                       | Vereinigte Staaten                               | 2:31:06                                          | Christie Foster                                  | Vereinigte Staaten                               | 2:44:41                                          |
| 15. Jan. 2012 | Peter Omae Ayieni                                | Kenia                                            | 2:24:47                                          | Trisha Miller                                    | Vereinigte Staaten                               | 2:49:12                                          |
| 16. Jan. 2011 | Josh Cox                                         | Vereinigte Staaten                               | 2:17:32                                          | Sally Meyerhoff                                  | Vereinigte Staaten                               | 2:37:56                                          |
| 17. Jan. 2010 | Terefe Yae -3-                                   | Äthiopien                                        | 2:12:41                                          | Misikir Mekonnin                                 | Äthiopien                                        | 2:30:39                                          |
| 18. Jan. 2009 | Moses Kipkosgei Kigen                            | Kenia                                            | 2:10:36                                          | Olena Schurchno                                  | Ukraine                                          | 2:31:25                                          |
| 13. Jan. 2008 | Michael Aish                                     | Neuseeland                                       | 2:13:21                                          | Zekiros Adanech -2-                              | Äthiopien                                        | 2:31:15                                          |
| 14. Jan. 2007 | Terefe Yae -2-                                   | Äthiopien                                        | 2:14:13                                          | Zekiros Adanech                                  | Äthiopien                                        | 2:31:43                                          |
| 15. Jan. 2006 | Mola Shimelis                                    | Äthiopien                                        | 2:13:08                                          | Shitaye Gemechu -3-                              | Äthiopien                                        | 2:31:44                                          |
| 9. Jan. 2005  | Terefe Yae                                       | Äthiopien                                        | 2:14:24                                          | Shitaye Gemechu -2-                              | Äthiopien                                        | 2:32:51                                          |
| 11. Jan. 2004 | Haron Kiplimo Toroitich                          | Kenia                                            | 2:10:33                                          | Shitaye Gemechu                                  | Äthiopien                                        | 2:31:33                                          |

#### Halbmarathon
| Datum | Männer              | Nation             | Zeit    | Frauen                    | Nation                 | Zeit    |
| ----- | ------------------- | ------------------ | ------- | ------------------------- | ---------------------- | ------- |
| 2025  | Jackson Siddall     | Vereinigte Staaten | 1:03:24 | Jessica Mcclain           | Vereinigte Staaten     | 1:12:05 |
| 2024  | Aaron Gruen         | Vereinigte Staaten | 1:04:35 | Obsie Birru               | Vereinigte Staaten     | 1:18:08 |
| 2023  | Dennis Kipkosgei    | Kenia              | 1:04:28 | Malindi Elmore            | Kanada                 | 1:11:36 |
| 2022  | Chris Frias         | Vereinigte Staaten | 1:07:43 | Stephanie Bruce -3-       | Vereinigte Staaten     | 1:10:33 |
| 2020  | Daniel Kemoi        | Vereinigte Staaten | 1:00:24 | Stephanie Bruce -2-       | Vereinigte Staaten     | 1:09:13 |
| 2019  | Daniel Mesfun       | Vereinigte Staaten | 1:01:12 | Allie Kieffer             | Vereinigte Staaten     | 1:13:34 |
| 2018  | Kiya Dendena        | Vereinigte Staaten | 1:04:52 | Stephanie Bruce           | Vereinigte Staaten     | 1:12:30 |
| 2017  | Jeffrey Eggleston   | Vereinigte Staaten | 1:04:50 | Neely Spence Gracey       | Vereinigte Staaten     | 1:12:39 |
| 2016  | Scott Bauhs         | Vereinigte Staaten | 1:02:23 | Janet Cherobon-Bawcom     | Vereinigte Staaten     | 1:11:49 |
| 2015  | Benson Cheruiyot    | Vereinigte Staaten | 1:04:15 | Amy Hasting               | Vereinigte Staaten     | 1:12:04 |
| 2014  | Rob Watson          | Kanada             | 1:05:03 | Jess Petersson            | Vereinigtes Königreich | 1:13:47 |
| 2013  | Scott MacPherson    | Vereinigte Staaten | 1:05:25 | Stephanie Rothstein Bruce | Vereinigte Staaten     | 1:15:17 |
| 2012  | Dylan Wykes         | Kanada             | 1:02:38 | Sara Slattery             | Vereinigte Staaten     | 1:16:24 |
| 2011  | Shawn Forrest       | Australien         | 1:03:07 | Madaí Pérez               | Mexiko                 | 1:11:49 |
| 2010  | Simon Bairu         | Kanada             | 1:02:47 | Deena Kastor              | Vereinigte Staaten     | 1:09:43 |
| 2009  | Kristopher Houghton | Vereinigte Staaten | 1:08:22 | Nicky Archer              | Vereinigtes Königreich | 1:20:23 |
| 2008  | Austin Baillie      | Vereinigte Staaten | 1:07:12 | Bridget Duffy             | Vereinigte Staaten     | 1:21:46 |
| 2007  | Mårten Boström      | Finnland           | 1:06:33 | Liz Wilson                | Vereinigte Staaten     | 1:18:34 |
| 2006  | Joe Munoz           | Vereinigte Staaten | 1:09:47 | Heather Hanston           | Vereinigte Staaten     | 1:16:38 |
| 2005  | Thomas Lentz        | Vereinigte Staaten | 1:10:53 | Miho Ichikawa             | Japan                  | 1:15:07 |
| 2004  | Ryan Shay           | Vereinigte Staaten | 1:04:35 | Erica Larson              | Vereinigte Staaten     | 1:17:51 |